# Palazzo della Ragione de Bergame
 (avril 2020).
Le Palazzo della Ragione est un bâtiment historique de la ville de Bergame datant du XIIe siècle qui sépare la piazza Vecchia de la piazza del Duomo. 

## Emplacement
Le bâtiment est situé dans la città alta de Bergame, la partie haute de ville protégée par des murailles vénitiennes. Situé en face du Palazzo Nuovo, siège de la bibliothèque municipale Angelo Mai, à côté du palais du Podestat et de la Campanone, délimitant le côté sud-ouest de la piazza Vecchia, l'ouvrage a été pendant des siècles  le centre politique de la ville. 

## Histoire
Le palais a été construit à la fin du XIIe siècle, entre  1183  (date de la signature de la paix de Constance) et  1198, époque à laquelle les premières réalités municipales ont commencé à se développer au sein du Saint-Empire romain germanique. Bergame ne l'était pas moins, à tel point qu'elle a acquis cet édifice municipal cité comme Palatium Comunis Pergami dans les documents de  1198, qui en fait en fait le plus ancien édifice municipal italien. Le bâtiment a conservé le rôle de centre politique de la ville même à la fin de l'ère municipale lorsque, avec l'arrivée de la république de Venise dans la première moitié du XVe siècle, il a été utilisé presque exclusivement comme un lieu où la justice était administrée, d'où Palazzo della Ragione, tandis que les salles pour les assemblées du conseil municipal ont été construites sur le bord opposé de la Piazza Nuova. 
À la fin de la domination de la Sérénissime, remplacée en  1797  par la République cisalpine napoléonienne, le palais perd ses prérogatives en tant que centre politique de la ville. Le déclin institutionnel s'est accentué à partir du milieu du XIXe siècle, lorsque ni la domination autrichienne ni le nouveau-né royaume d'Italie ne garantissaient à la structure un rôle important. Ce n'est qu'à partir de la seconde moitié du XXe siècle que  le bâtiment participe à un projet touristique, avec l'ouverture dans la Sala delle Capriate du musée de la fresque, le rendant accessible  aux visiteurs. 

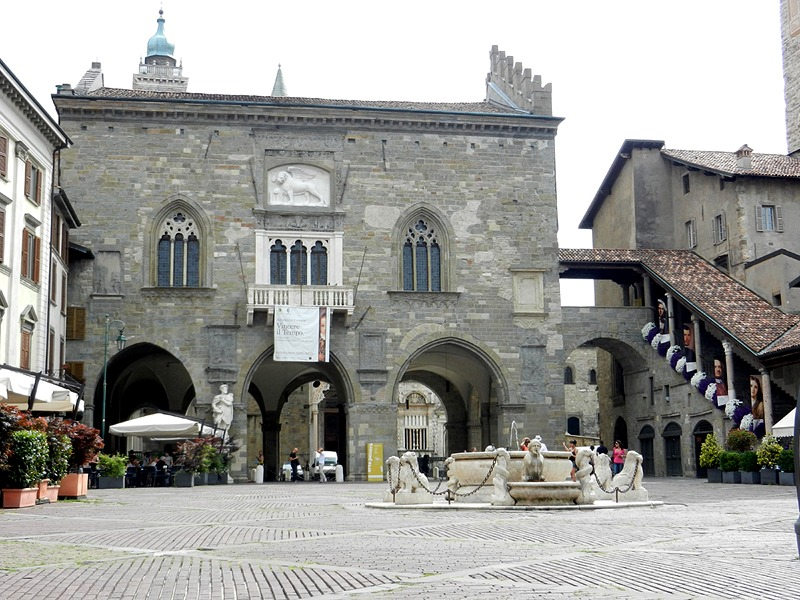
Le palais vu de la Piazza Vecchia.
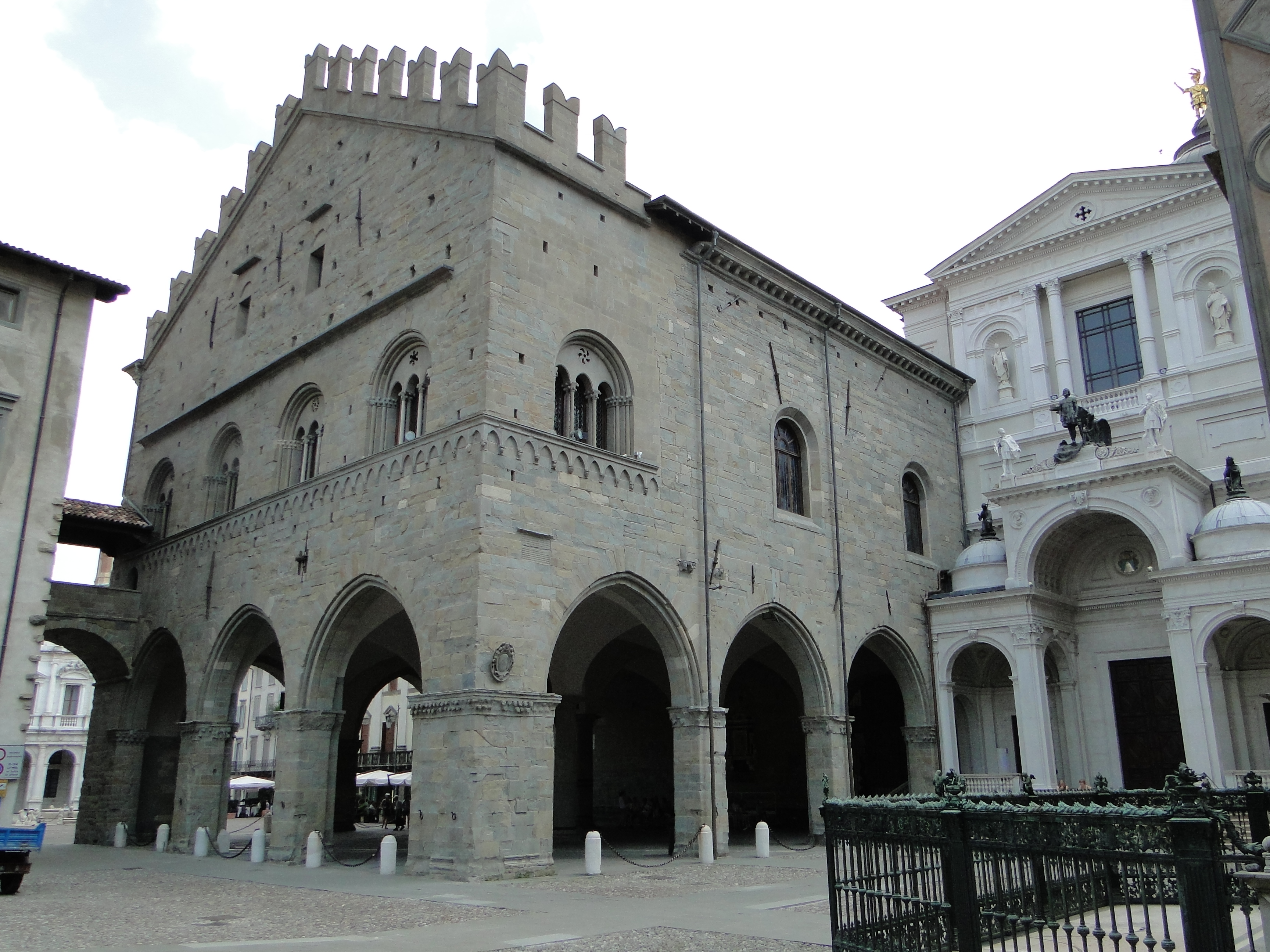
Le palais vu de la Piazza del Duomo.
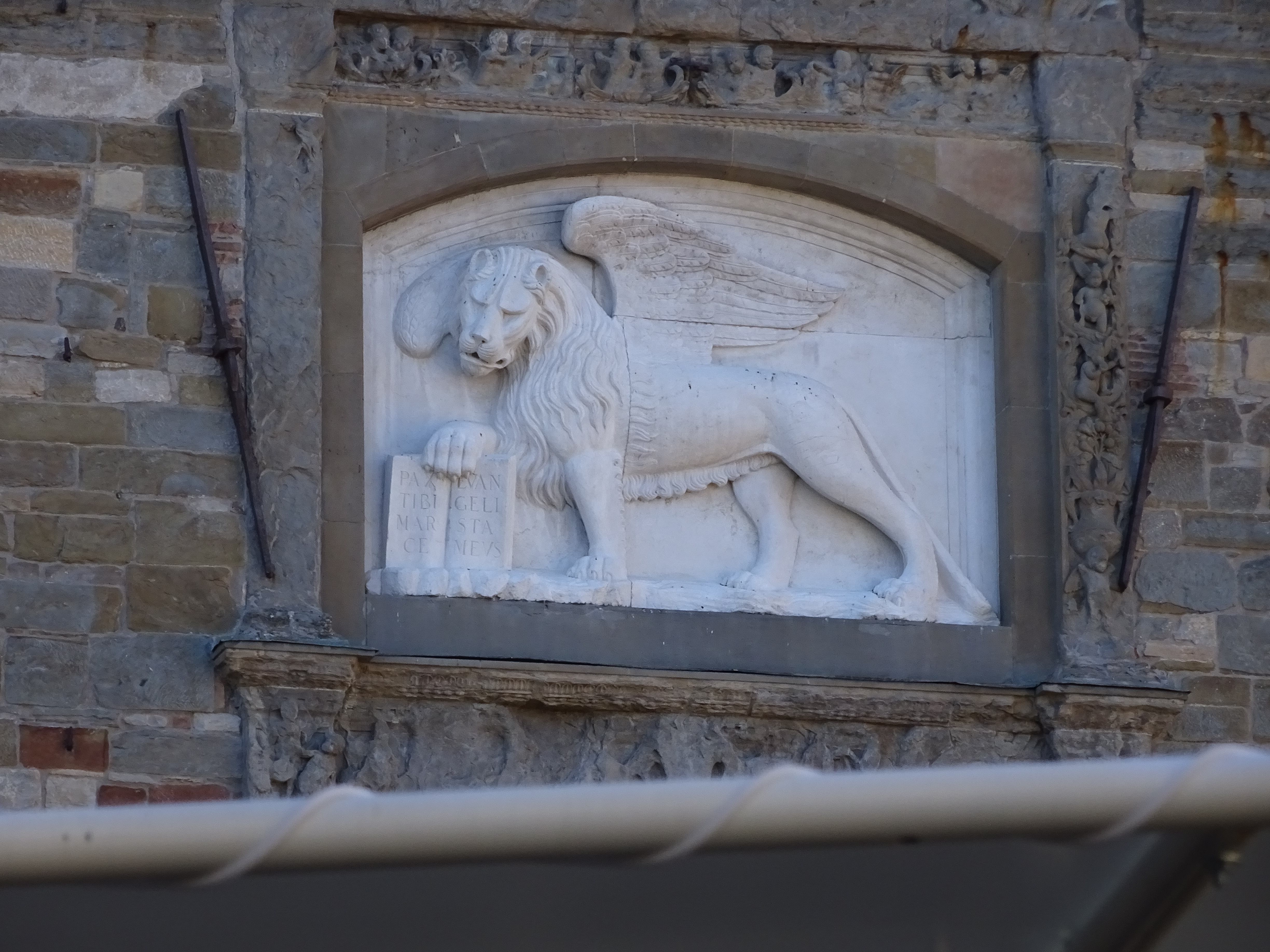
Bas-relief du lion de saint Marc, symbole de la Sérénissime.

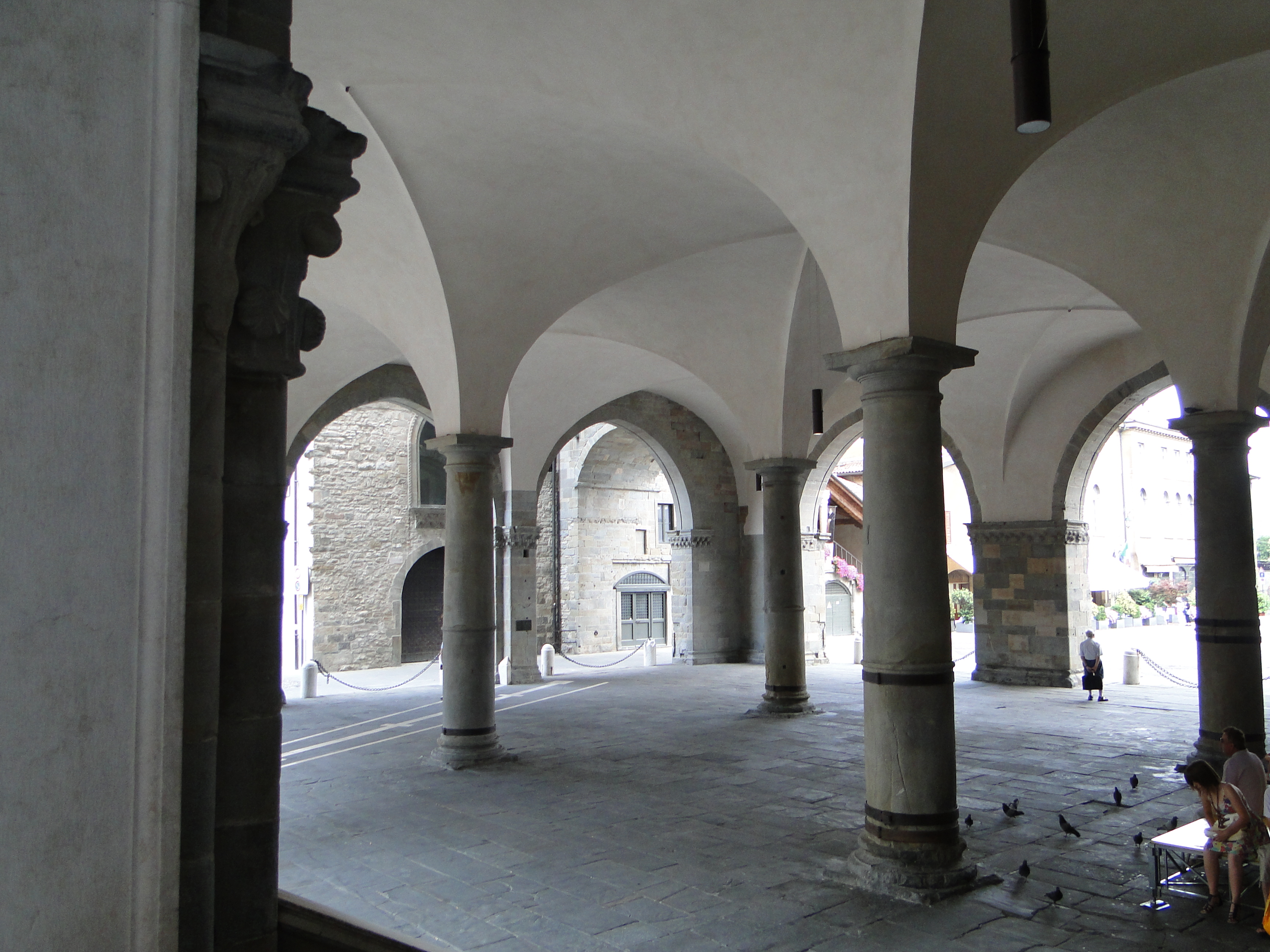
Arcades et piliers de la loggiato.
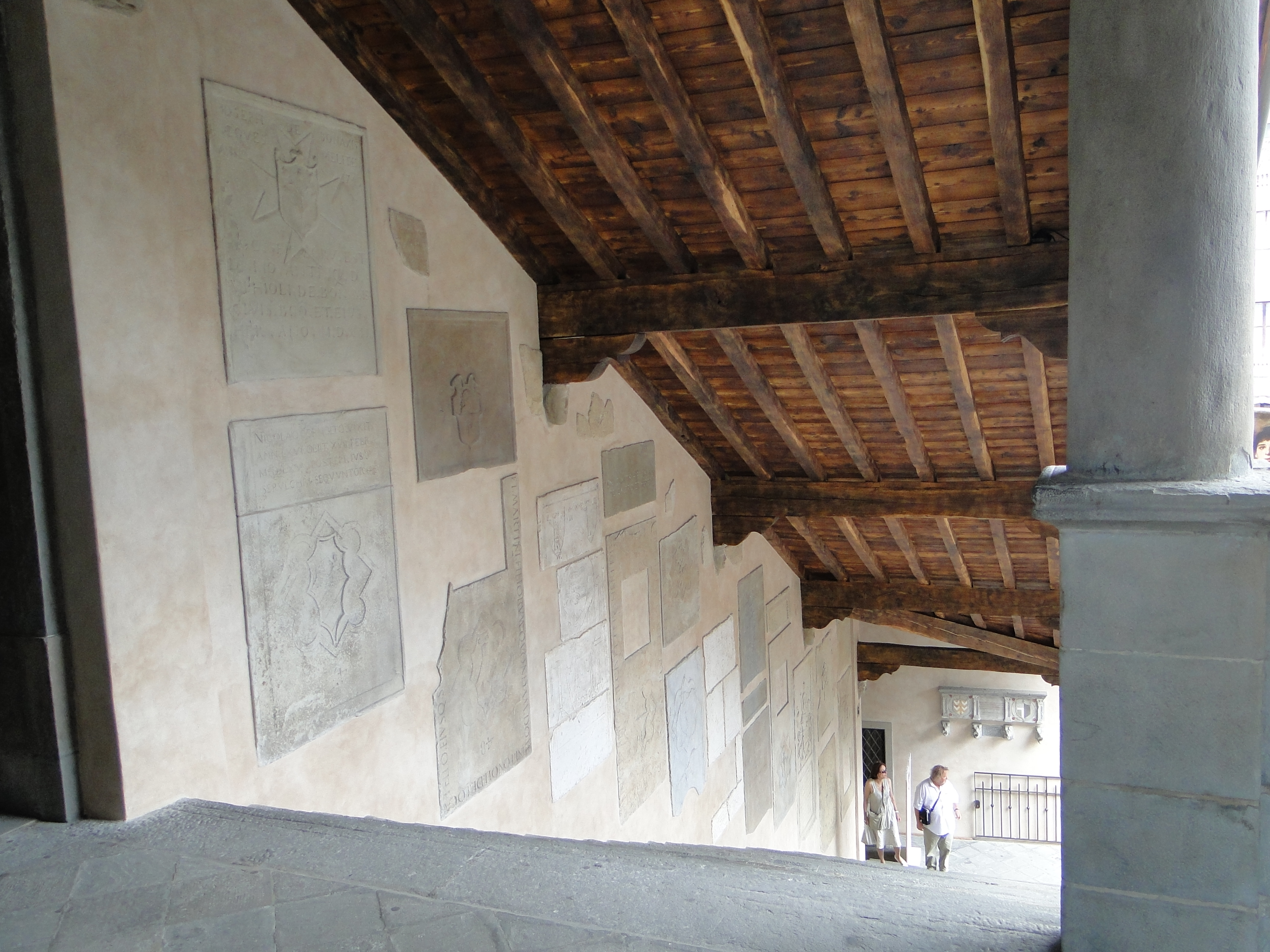
Escalier d'accès au premier étage.
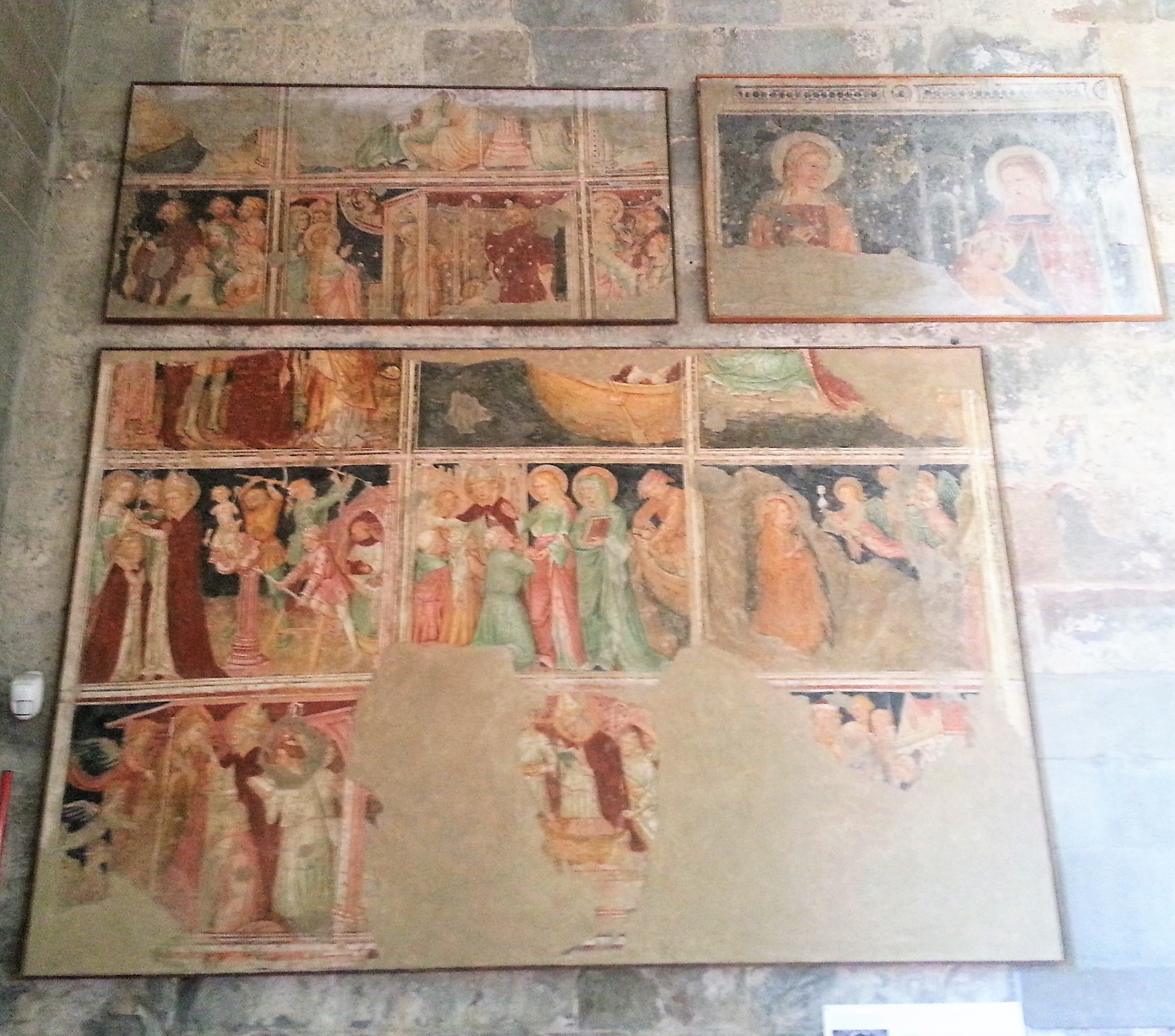
Fresque de la Sala delle Capriate.